# Іргізький район
Іргі́зький район (каз. Ырғыз ауданы, рос. Иргизский район) — адміністративна одиниця у складі Актюбінської області Казахстану. Адміністративний центр — село Іргіз.

## Населення
Населення — 13914 осіб (2021; 14416 в 2009; 15610 у 1999, 16640 у 1989).
Національний склад (станом на 2016 рік):
- казахи — 15201 особа (99,69 %)
- росіяни — 29 осіб
- татари — 14 осіб
- українці — 3 особи
- білоруси — 1 особа
- корейці — 1 особа

## Історія
Район був утворений 1921 року.

## Склад
До складу району входять 7 сільських округів:
| Поселення                      | Площа, км² | Населення, осіб (1989) | Населення, осіб (1999) | Населення, осіб (2009) | Населення, осіб (2021) | Центр     | Населені пункти |
| ------------------------------ | ---------- | ---------------------- | ---------------------- | ---------------------- | ---------------------- | --------- | --------------- |
| Аманкольський сільський округ  | 1245,28    | 2155                   | 2090                   | 1892                   | 1661                   | Кутіколь  | 3               |
| Жайсанбайський сільський округ | 6340,98    | 544                    | 501                    | 535                    | 461                    | Жайсанбай | 1               |
| Іргізький сільський округ      | 17685,78   | 6534                   | 6585                   | 6430                   | 7338                   | Іргіз     | 3               |
| Кизилжарський сільський округ  | 2746,40    | 2803                   | 2410                   | 2252                   | 2000                   | Курилис   | 3               |
| Кумтогайський сільський округ  | 2734,86    | 1268                   | 1203                   | 1105                   | 903                    | Кумтогай  | 3               |
| Нуринський сільський округ     | 6299,46    | 1927                   | 1811                   | 1210                   | 998                    | Нура      | 4               |
| Тауіпський сільський округ     | 2551,67    | 1409                   | 1009                   | 992                    | 553                    | Куйлис    | 1               |

## Найбільші населені пункти
Населені пункти з чисельністю населення понад 1000 осіб:
| № | Населений пункт | Населення, осіб (1989) | Населення, осіб (1999) | Населення, осіб (2009) | Населення, осіб (2021) |
| - | --------------- | ---------------------- | ---------------------- | ---------------------- | ---------------------- |
| 1 | Іргіз           | 4 613                  | 5 329                  | 5 410                  | 6 652                  |